# Barthélemy Dominique Jacques de Castelbajac
Pour les articles homonymes, voir Castelbajac.
Pour les autres membres de la famille, voir Famille de Castelbajac.
Barthélemy Dominique Jacques Armand de Castelbajac dit le marquis de Castelbajac, né à Ricaud (Hautes-Pyrénées) le 12 juin 1787, mort au château de Caumont à  Cazaux-Savès (Gers) le 3 avril 1864, est un général français.

## Sa famille
Armand de Castelbajac, est issu de la famille de Castelbajac, l'une des plus anciennes familles de la province de Bigorre dont les preuves de noblesse remontent à 1380.
Veuf de Caroline de Mac Mahon en 1819, il épousera en 1824 Blanche-Sophie de La Rochefoucauld dont il aura un fils, Gaston, écuyer de Napoléon III, et une fille, Pauline, épouse de Charles Oudinot, 3e duc de Reggio.
L'un de ses frères, Adolphe de Castelbajac, était magistrat, président de chambre à la Cour de Toulouse et époux de Léontine de Villeneuve, « l'Occitanienne » rendue célèbre par Chateaubriand.

## Sa carrière militaire
Élève de l'École spéciale militaire, le 17 octobre 1806, sous-lieutenant provisoire le 22 février 1807, il partit pour la Grande Armée le 5 mars suivant, entra le 12 avril comme sous-lieutenant au 5e régiment de hussards et participa avec un escadron de ce régiment aux opérations en Espagne en 1808 où il obtint la croix de chevalier de la légion d'honneur. Il passa lieutenant au 8e régiment de hussards le 11 septembre 1809, et devint, le 19, aide de camp du général Pire.
Capitaine au 127e régiment de ligne le 10 mai 1811, rentré aide-de-camp du général Piré le 9 mars 1812, chef d'escadron le 2 septembre 1813, au 16e régiment de chasseurs, passé le 1er août 1814 au 11e de la même arme, major le 29 août 1815, de Castelbajac fut successivement colonel du régiment de chasseurs des Pyrénées le 27 septembre 1815, colonel des dragons de la garde le 6 juin 1821 avec rang de maréchal de camp, et maréchal de camp titulaire le 29 octobre 1826.
Placé le 3 janvier 1828 à la tête de la 1re brigade de la Ve division du camp de cavalerie, et chargé le 23 mai 1830 de l'inspection générale de la cavalerie pour cette année dans les 10e, 11e, 12e et 21e divisions militaires, il a été nommé, le 19 août 1837, commandant du département de la Moselle, le 20 juin 1838 commandant de la 2e brigade de la division de cavalerie rassemblée à Lunéville le 22 janvier 1839, commandant la  brigade détachée, de cavalerie légère, du corps de rassemblement de la frontière du Nord; il a repris, en mai 1839, après le licenciement de ce corps, le commandement du département de la Moselle, et a été nommé lieutenant-général le 16 novembre 1840.
Le général de Castelbajac, qui a rempli les fonctions d'inspecteur de cavalerie pour les années 1841 à 1847, avait été appelé le 1er octobre 1844, au commandement de la 11e division militaire, et a été admis à la retraite par le décret du gouvernement provisoire le 17 avril 1848.
Ce général a fait les campagnes de la Grande Armée en 1807, d'Espagne en 1808, d'Allemagne en 1809, de la Grande Armée en 1812 et 1813, de France en 1814, d'Algérie en 1841.
Il a été blessé d'un coup de feu à la jambe droite en Espagne, le 22 février 1809, d'un coup de sabre au bras gauche, à la bataille de Wagram le 6 juillet 1809, d'un coup de sabre à la cuisse droite à la bataille d'Ostrovno le 25 juillet 1812, d'une contusion à l'aine du côté droit, à la bataille de la Moskova, le 7 septembre 1812, et d'un coup de lance à Brienne le 31 janvier 1814.

## Sa vie civile
- En décembre 1849, il a été nommé envoyé extraordinaire et ministre plénipotentiaire de France en Russie.
- Une anecdote familiale[réf. nécessaire] raconte que lors du voyage qui le menait en Russie, il fut victime lors de son passage en Pologne d'une épidémie qui sévissait entre autres dans un village où il avait fait halte. Racontant la chose au tsar qui l’accueillait, celui-ci proposa de raser le village sans autre forme de procès. Le général dut user de toute sa diplomatie pour convaincre le monarque de renoncer à son projet…

- Il est sénateur en 1856 et conseiller général du Gers.
- Plusieurs souvenirs de ses campagnes napoléoniennes ainsi que des souvenirs et portraits familiaux sont visibles au château de Caumont, dans le Gers.

## Distinctions
Il a été nommé chevalier de la Légion d'honneur le 15 décembre 1808, promu officier le 4 septembre 1813 puis commandeur le 14 juin 1820 et enfin élevé à la dignité de grand officier le 22 avril 1847.

## Sources
- « Barthélemy Dominique Jacques de Castelbajac », dans Adolphe Robert et Gaston Cougny, Dictionnaire des parlementaires français, Edgar Bourloton, 1889-1891 [détail de l’édition]
- Régis Valette, Catalogue de la noblesse française subsistante au XXe siècle